# リバーヴァリー中学校殺人事件
2021年7月19日、当時16歳でリバーヴァリー中学校4年生の男子生徒が、同校1年生のイータン・ハン・チャ・カイ（英: Ethan Hun Zhe Kai; 中: 韩喆凯; 読み: かんてつかい）を戦闘用斧で襲い死亡させるという、シンガポール史において前代未聞とも称される事件を起こした。加害者生徒は逮捕され、当初は殺人容疑で起訴されたが、2023年12月1日にうつを認められ過失致死罪で懲役16年の刑を受けた。

## 攻撃と余波
2021年7月14日、のちに加害者となる男子生徒はバドミントンバッグに斧とナイフを忍ばせて学校に持ち込み、トイレのシンクの下に隠したが、その日は計画を実行しなかった。彼は7月19日11時16分から11時44分の間に4階トイレで計画を実行に移した。数人の生徒が11時35分、斧を持った加害者に出くわした。